# Bagoas
Bagoas (Grieks: Βαγώας) is de naam van een beruchte paleiseunuch aan het Perzische hof, vertrouwensman en gunsteling van koning Artaxerxes III.
De historicus Diodorus omschrijft Bagoas als "vermetel en wetteloos". Hij was vermoedelijk een Egyptenaar van geboorte, en liet voor het eerst van zich spreken tijdens een veldtocht van Artaxerxes tegen Egypte, ca. 350 v.Chr., waar hij het waagde, tegen de bevelen van de koning in, eigengereid op te treden en de termen van het vredesverdrag naast zich neer te leggen. Geleidelijk aan wist hij zich echter op te werken tot de naaste vertrouwensman van de koning aan het hof.
Diodorus beweert dat Bagoas, gebruik makend van het algemene ongenoegen wegens de wreedheden van Artaxerxes III, erin zou zijn geslaagd de koning in september 338 v.Chr. te vergiftigen, zonder dat de woede van de hofhouding zich tegen hem keerde. De bewering van Claudius Aelianus dat de koningsmoord een wraakneming was voor het feit dat Artaxerxes vroeger de Egyptische godsdienst zou beledigd hebben, wordt reeds lang naar het rijk der fabelen verwezen; dat Bagoas geheel niets met de dood van Artaxerxes III van doen had, is pas kort geleden vastgesteld toen het kleitablet BM 71537 in het British Museum werd ontdekt.
Bagoas vermoordde vermoedelijk wél Oarses, die -blijkens inscripties uit Lycië en Samaria als koning de naam Artaxerxes IV aannam, aangezien deze niet in staat bleek het hoofd te bieden aan de viervoudige opstand die Egypte (Chababash), Babylonië (Nidin-Bel), Armenië (Artašata) en Hellespontijns Phrygië (Macedonische inval) teisterde. Blijkens de zogeheten Dynastieënprofetie ruimde Bagoas Artaxerxes IV uit de weg om de macht over te dragen aan Artašata, die een familielid van Oarses was. Deze besteeg de troon onder de naam Darius III.
Deze bleek echter niet de gewillige marionet van Bagoas, zoals deze zich had voorgesteld. Hij begon onmiddellijk een persoonlijke koers te varen en kwam daardoor onvermijdelijk in aanvaring met Bagoas. In deze machtsstrijd trok Bagoas aan het kortste eind: hij moest zelf de gifbeker drinken die voor de koning was bestemd.

## Referentie
- W. Smith, art. Bagoas (1), in W. Smith (ed.), A dictionary of Greek and Roman biography and mythology, I, Boston, 1867, p. 453.

## Verder lezen
- J. Lendering, art. Bogaos, Livius.org (2007).